# Étienne Camy-Peyret
Pour les articles homonymes, voir Camy et Peyret.
Étienne Camy-Peyret est un syndicaliste français, né le 20 juin 1922 à Mauléon et mort le 21 décembre 2006 à La Verrière. Il fut secrétaire général du syndicat national des enseignements de second degré (SNES) pendant dix ans.

## Biographie
Fils d'un instituteur laïque du Béarn, il suit dans un premier temps la voie tracée par son père et entre en 1938 à l'école normale de Lescar (actuel Lycée Jacques-Monod). Instituteur en 1941, il exerce à Igon avant d'être délégué au collège moderne de Nay. À l'issue de son parcours de normalien, en 1943, il est admis à l'École normale supérieure de Saint-Cloud ainsi qu'à l'École nationale préparatoire à l'enseignement dans les sections techniques des collèges (future École normale supérieure de Cachan).
Il ne concrétise cependant pas immédiatement ces admissions. Réfractaire au Service du travail obligatoire (STO), il entre dans l'Armée secrète. En 1944, il est aspirant, attaché auprès du commandant départemental des FFI. Cet engagement lui vaudra la Croix du combattant volontaire de la Résistance.
À l'automne 1944, il choisit d’intégrer l'École normale supérieure de Cachan (à l’époque, « de l’enseignement technique »), où il se syndique au Syndicat national de l'enseignement technique (SNET) et est élu secrétaire de la section syndicale de l'école. À sa sortie de l'école, en 1946, comme professeur certifié de mathématiques, il est nommé à l'école nationale professionnelle (les ENP sont à l'origine des lycées techniques) de Metz. L'année suivante, il est élu secrétaire départemental du SNET de la Moselle, et de la section départementale de la Fédération de l'Éducation nationale (FEN), alors affiliée à la CGT.
Militant « cégétiste », partisan du maintien de la fédération au sein de la CGT, il pratique, comme nombre de militants de ce courant, la double affiliation après que la FEN a décidé de l'autonomie, en 1948. Étienne Camy-Peyret est ainsi membre de la commission administrative de l'union départementale CGT de Moselle jusqu'en 1952, tout en restant secrétaire de la FEN autonome.
En 1952, il est élu sur la liste « Unité et Action » à la commission administrative nationale du SNET, qui est un des rares syndicats de la FEN à pratiquer alors l'hétérogénéité des exécutifs. Ceux-ci associent jusqu'en 1956 des militants « autonomes », largement majoritaires, et cégétistes. C'est ainsi qu'en 1953, Étienne Camy-Peyret, quoique élu d'un courant minoritaire, assure pendant un an le secrétariat académique du SNET de l'académie de Strasbourg dont dépendait à l'époque la Moselle.
1954 est une année charnière dans la vie d'Étienne Camy-Peyret. Professionnellement, il est muté dans l'Oise, à l'école nationale professionnelle de Creil, dite « école de la rue de Gournay » (qui deviendra ensuite le Lycée Marie-Curie de Nogent-sur-Oise). Il se conforme aussi à la directive du Bureau politique du Parti communiste, et abandonne la double affiliation pour concentrer son activité syndicale dans la FEN. Il est élu cette année-là au Bureau national du SNET, sur la liste cégétiste rebaptisée « Union pour une Action Syndicale Efficace » (UASE). L'année suivante, il entre à la commission administrative nationale de la FEN.
En 1956, il prend la tête de la tendance UASE du SNET, au moment où la direction de ce syndicat décide de se conformer aux orientations fédérales relatives à l'homogénéité des exécutifs : sous la houlette de Georges Lauré (qui deviendra secrétaire général de la FEN), de Bernard Roulet (1957-60), puis de Louis Astre (1960-66), les militants UASE ne sont plus associés à l'exécutif du syndicat. Cela n'empêche pas Étienne Camy-Peyret et ses colistiers de maintenir leur ligne de refus de l'affrontement bloc contre bloc et de porter des appréciations variables sur l'activité de la direction syndicale, appréciation qui va souvent dans le sens d'un soutien à son action.
Au milieu des années 1960, il soutient la logique de rapprochement du SNET et du SNES, qui aboutit à la fusion des deux syndicats au sein du nouveau SNES (classique, moderne, technique) en 1966. Il prend alors, avec André Drubay, du SNES, la direction du nouveau courant « Unité et Action », né de la fusion du courant UASE du SNET et de la « liste B » du SNES.
Après un court intervalle de direction minoritaire du courant autonome, avec le soutien des élus « gauchistes », le vote des syndiqués donne la majorité, en 1967, à Unité et Action, provoquant un coup de tonnerre dans la FEN. Étienne Camy-Peyret est alors élu secrétaire général adjoint du SNES, sous la direction d'André Drubay, secrétaire général, auquel il succède en 1971.
Il reste pendant dix ans secrétaire général du SNES, marquant de sa personnalité une décennie qui fut à la fois celle de la montée en puissance de sa tendance, de l'autonomie grandissante de la ligne revendicative du SNES, mais aussi des difficultés de l'union de la gauche et du programme commun, auquel Étienne Camy-Peyret était très attaché. Son rôle dans la mutation du syndicat, jusque-là très marqué par une image d'élite enseignante, vers un syndicalisme plus revendicatif et unitaire, a été essentiel, et son action a marqué profondément la culture syndicale du SNES.
En juin 1981, après la victoire de la gauche à l'élection présidentielle et aux législatives, Étienne Camy-Peyret laisse, à presque soixante ans, la direction du syndicat à son « dauphin » Gérard Alaphilippe. En janvier 1982, il est nommé conseiller technique au cabinet de Charles Fiterman, ministre des Transports. Il concrétise alors son adhésion au Parti communiste français, ce qu'il n'avait jamais voulu faire tant qu'il était syndicaliste.
Après un bref passage à la section des relations extérieures du Conseil économique et social de 1985 à 1986, il réduit son activité militante, participant tout de même au bureau national des retraités du SNES, avant de se consacrer à la transmission de l'héritage historique sous forme de témoignages notamment pour l'Institut de recherche sur l'histoire du syndicalisme enseignant dans le second degré (IRHSES) et pour le Dictionnaire biographique du mouvement ouvrier français (dit « Maitron »).

## Distinctions
Étienne Camy-Peyret a été décoré de la Légion d'honneur (chevalier) et des Palmes académiques (officier).